# Moment de puissance
Le moment de puissance (MP) est un indicateur conventionnel de la capacité d'une remontée mécanique, correspondant au produit :

débit théorique (en nombre de skieurs/heure) x dénivelé
On définit aussi le moment de puissance d'un domaine skiable comme la somme des moments de puissance de l'ensemble de ses remontées mécaniques.
C'est la formule utilisée par exemple par le Service technique des remontées mécaniques et des transports guidés.
Dans les documents en anglais on rencontre la dénomination Vertical Transport Feet per Hour (VTHF) avec la valeur de dénivelé mesurée en pied.

## Pour Domaines skiables de France
Domaines skiables de France utilise une formule différente : 
Il applique un coefficient pour prendre en compte le confort de la remontée :
- Téléphérique : 3
- Télécabine  : 2,5
- Télésiège débrayable  : 2
- Télésiège fixe :  1,5
- Téléski  : 1

De plus il arrondit le dénivelé des plus petites remontées à 50m.
Cette formule est utilisée pour classer les stations françaises en 4 classes:
- 123 petites stations :  MP < 2 500 km.sk/h
- 30 stations moyennes : 2 500 < MP < 6 000 km.sk/h
- 43 grandes stations : 6 000 < MP < 15 000 km.sk/h
- 14 très grandes stations : MP > 15 000 km.sk/h